# Cantone di Charente-Sud
Il Cantone di Charente-Sud è una divisione amministrativa dell'arrondissement di Angoulême e dell'arrondissement di Cognac.
È stato costituito a seguito della riforma approvata con decreto del 20 febbraio 2014, che ha avuto attuazione dopo le elezioni dipartimentali del 2015.

## Composizione
Comprendeva inizialmente 46 comuni, ridottisi ai seguenti 42 dal 1º gennaio 2016 per effetto della fusione dei comuni di Lamérac e Montchaude per formare il nuovo comune di Montmérac, e dei comuni di Aubeville, Jurignac, Mainfonds e Péreuil per formare il nuovo comune di Val des Vignes:
- Angeduc
- Baignes-Sainte-Radegonde
- Barbezieux-Saint-Hilaire
- Barret
- Bécheresse
- Berneuil
- Blanzac-Porcheresse
- Boisbreteau
- Bors
- Brie-sous-Barbezieux
- Brossac
- Challignac
- Champagne-Vigny
- Chantillac
- Chillac
- Condéon
- Cressac-Saint-Genis
- Étriac
- Guimps
- Guizengeard
- Lachaise
- Ladiville
- Lagarde-sur-le-Né
- Montmérac
- Oriolles
- Passirac
- Pérignac
- Reignac
- Saint-Aulais-la-Chapelle
- Saint-Bonnet
- Saint-Félix
- Saint-Léger
- Saint-Médard
- Saint-Palais-du-Né
- Saint-Vallier
- Sainte-Souline
- Salles-de-Barbezieux
- Sauvignac
- Le Tâtre
- Touvérac
- Val des Vignes
- Vignolles